# Diego Occhiuzzi
Diego Occhiuzzi, född den 30 april 1981 i Neapel, Italien, är en italiensk fäktare som tog OS-brons i herrarnas lagtävling i sabel i samband med de olympiska fäktningstävlingarna 2012 i London.